# Andrew Ellis
Andrew Michael Ellis (Christchurch, 21 febbraio 1984) è un ex rugbista a 15 neozelandese, mediano di mischia campione del mondo nel 2011 con gli All Blacks.

## Biografia
Già messosi in luce nelle nazionali giovanili (fu Under-21 nel 2005), appartenente alla provincia rugbistica dei Canterbury, esordì in Super 14 nel 2006 nelle file dei Crusaders, giocando tutta la stagione ma perdendo la finale a causa di un infortunio.
L'infortunio gli fece perdere anche la chance di esordire negli All Blacks, ciononostante il C.T. Graham Henry lo convocò per il tour di fine anno, ed Ellis esordì contro l'Inghilterra a Twickenham.
L'anno successivo fu convocato per la Coppa del Mondo di rugby 2007 in Francia e in seguito fece parte dei tour che realizzarono il Grande Slam nelle Isole britanniche nel 2008 e 2010.
Fu anche incluso nella rosa che si aggiudicò la Coppa del Mondo di rugby 2011.
È sposato dal gennaio 2008 con Emma, con la quale era legato sentimentalmente da sette anni.

## Palmarès
- Coppe del mondo: 1
Nuova Zelanda: 2011
- Super Rugby: 2
Crusaders: 2006, 2008
- National Provincial Championship: 4
Canterbury: 2008, 2009, 2010, 2011, 2012